# ゼロの未来
『ゼロの未来』は、テリー・ギリアム監督による2013年のイギリスのSF映画。主要キャストはクリストフ・ヴァルツ、メラニー・ティエリー、デヴィッド・シューリス。ギリアムが手掛けた『未来世紀ブラジル』や『12モンキーズ』といったこれまでの作品からテイストを変えたことも特徴。

## あらすじ
時は近未来。世界はマンコム社のコンピュータで支配されていた。自分のことを「我々」と呼ぶ変わり者で孤独なマンコム社のプログラマー・コーエン（クリストフ・ヴァルツ）は、監視されながらゲーム機にも似たボックスで働き、かつて一度だけかかってきた「人生の意味を教えてくれる電話」が再びかかってくるのを待っていた。コーエンは外や人との関わりが苦手であり、またいつかかってくるかもしれないその電話のためにも在宅勤務を希望していた。
上司・ジョビー（デヴィッド・シューリス）のパーティにコーエンは出席する。そこでマンコム社の社長である「マネージメント」（マット・デイモン）に会うことができ、在宅勤務の件を申し出る。また、固形ハーブを喉に詰まらせ窒息しかけたところを、奔放な女性・ベインズリー（メラニー・ティエリー）に助けられる。後日、コーエンは「ゼロの定理」を解析する仕事を在宅で進めることを許可される。ジョビーはコーエンの解析したデータが送られる巨大な中枢装置を見せ、そこでハードウエアの天才と呼ばれる若者ボブ（ルーカス・ヘッジズ）と会う。
コーエンの自宅である荒れ果てた教会は会社によって改造され、会社の監視下に置かれる。「ゼロは100%であるべきです」という中枢装置の果てしない要求や、社の精神科医・シュリンク・ロム博士（ティルダ・スウィントン）の管理のもと、コーエンは解析作業を続けるが答えは見つからず、待っている電話もかかってこない。そんなストレスからコーエンは、ハンマーでコンピュータを壊してしまう。
困憊し切ったコーエンの元にベインズリーが訪れる。ベインズリーはコーエンに優しく、力になると告げる。そののち、壊れたコンピューターの修理をしにボブが現れる。ボブはマネージメントの一人息子だった。ボブはコーエンに、あなたもジョビーもベインズリーさえも父親マネージメントの「ツール」であり、この仕事からは逃れられないと言う。そしてコーエンとボブの間には友情が芽生える。
コーエンはベインズリーが持ってきた、意識と同期するヴァーチャル・スーツを着てベインズリーのサイトに接続する。二人は仮想の美しい南国の浜辺で甘いひとときを過ごし、お互いに惹かれ合うが、マネージメントはスーツの接続を切断する。
ボブはコーエンの家に入り浸るようになり、コーエンの「ゼロの定理」の解析を助け完成させる。ベインズリーに恋をしてしまったコーエンはベインズリーのサイトを訪れるが、ベインズリーは他の男らと淫らな姿でチャット中だった。悩んだコーエンは再びサイトに入ろうとするがアクセス拒否される。
ボブは「電話」はコーエンの妄想であり、マネージメントはそれを知ったうえで利用していたことを教える。そこにベインズリーが訪れコーエンへの想いを打ち明け、二人でこの状況から逃げようと言うがコーエンにはそれができずベインズリーは去る。ボブはコーエンを力づけようと外に連れ出すが体調を崩す。ボブを介抱するコーエンは、それさえ監視されていることに気付き、家中の監視装置を破壊するが、マネージメントの手下がボブを連れ去る。
コーエンはボブが改造し残していったスーツを着て中枢装置にアクセスする。しかしリンクエラーが起き、コーエンの意識が飛んだ先は中枢装置の外周で、そこでマネージメントに全ての真意を聞かされ、もう君を必要としない、と告げられる。怒りを爆発させたコーエンは中枢装置を破壊する。中枢装置は爆発し、その中にはコーエンが意識の中に持っていた虚無が広がっていた。コーエンは虚無に身を投げ、ベインズリーとの思い出の浜辺に立つ。（エンドロール）コーエンの家の破壊したはずの監視装置が作動している。

## 制作
脚本のパット・ラッシンは、脚本を書くにあたり『コヘレトの言葉』の影響を受けた。同書中の言葉から連想を膨らませ「自分が何をしているのかわからない状態」で、145ページの初稿を10日間で書いた。ラッシンはセントラルフロリダ大学の図書館で数冊の脚本術の本を読み、『未来世紀ブラジル』を含む数本の映画を鑑賞した。
当初のプロデューサー、リチャード・D・ザナックは、コーエン・レス役にユアン・マクレガーを配役していたが、マクレガーは降板した。2008年の時点で、コーエン・レス役にビリー・ボブ・ソーントン、その他ジェシカ・ビール、アル・パチーノを迎え、ギリアムを監督とし、2009年に制作を開始することが決定していた。
制作はバンクーバーで始まった。俳優ヒース・レジャーの死を受けたギリアムは、『Dr.パルナサスの鏡』に関連する作業のためにプロジェクトを一時離脱した。

## キャスト
※括弧内は日本語吹替
- コーエン・レス - クリストフ・ヴァルツ（山路和弘）
- ベインズリー - メラニー・ティエリー（岡寛恵）
- ジョビー - デヴィッド・シューリス（立川三貴）
- ボブ - ルーカス・ヘッジズ（河西健吾）
- マネージメント - マット・デイモン（堀内賢雄）
- シュリンク・ロム博士 - ティルダ・スウィントン（小林さとみ）
- 医師 - サンジーヴ・バスカー（英語版）（田村真）
- 医師 - ピーター・ストーメア（野川雅史）
- 医師 - ベン・ウィショー（小林親弘）
- 路上コマーシャルの女性 - グウェンドリン・クリスティー
- 路上コマーシャルの男性 - ルパート・フレンド（田村真）
- 路上コマーシャルの男性 - レイ・クーパー（英語版）（各務立基）
- 路上コマーシャルの女性 - リリー・コール

日本語吹替その他：石井綾、吉田ウーロン太、伊藤竜次、折井あゆみ、美々、佐藤亜美菜

## 日本語版制作スタッフ
- プロデューサー - 鈴木俊輔／池田佳乃子（ハピネット）
- 演出 - 宇出喜美
- 翻訳 - 税田春介
- 調整 - 金谷和美
- 録音 - スタジオ・ユニ
- 制作進行 - 沖田真梨子／大塚慶介（ニュージャパンフィルム）

## 公開
2013年9月2日、第70回ヴェネツィア国際映画祭 でプレミア上映された。